# Els Aarne
Els Aarne (eigentlich Else Aarne, nach ihrer Heirat Else Paemurru, vollständig Else Janowna Paemurru, russisch Эльс Яновна Аарне) (* 30. März 1917 in Dimitrijewsk, heute Makijiwka (Ukraine); † 14. Juni 1995 in Tallinn, Estland) war eine estnische Komponistin, Pianistin und Musikpädagogin.

## Leben
Els Aarnes Eltern waren der Ingenieurswissenschaftler Jan Aarmann und seine Frau Marie Aarmann. 1939 heiratete Els Aarne den Hornisten und Cellisten Mart(in Otto) Paemurru (* 31. Mai 1908 in Toila, Estland; † 6. November 1972 in Tallinn, Estland). Els und Mart Paemurru hatten zwei Kinder, Mait und Peter Paemurru (* 27. Juni 1948). Peter ist selbst ein bekannter Cellist und Dirigent.
Els Aarne studierte am Konservatorium in Tallinn bis 1939 Musikpädagogik bei Gustav Ernesaks, bis 1942 Klavier bei Theodor Lemba und bis 1946 Komposition bei Heino Eller. Sie arbeitete von 1939 bis 1945 als Klavierlehrerin am Lehrerseminar in Tallinn. Dort unterrichtete sie auch theoretische Fächer. Von 1944 bis 1974 unterrichtete sie Musiktheorie und Klavier am Staatlichen Tallinner Konservatorium (heute die Estnische Musik- und Theaterakademie), an welchem ihr Mann Mart ebenfalls als Dozent lehrte. Daneben unterrichtete sie auch an der Tallinna Muusikakool [Musikschule Tallinn]
Els Aarne ist vor allem als Komponistin in Erscheinung getreten. Sie schrieb zwei Sinfonien (1961, 1966), zwei Cellokonzerte (1974, 1980), ein Konzert für Kontrabass (1968), sinfonische Dichtungen, Kammermusik, Kantaten: An die Heimat (1939), Das Lied unserer Tage (1965), Chöre und Lieder. Sie verwendete estnische Volkliedmelodien und die für sie charakteristischen Skalen, experimentierte aber auch mit Zwölftontechnik. Die Themen ihrer Chorwerke waren vielfältig: Arbeit, Heimat, Natur, Humor und zwischenmenschliche Beziehungen.
Aarne war Konzertpianistin. Sie war selbst die Solistin bei der Uraufführung ihres Klavierkonzertes und sie fungierte als Klavierbegleiterin in verschiedenen kammermusikalischen Ensembles. Viele estnische Musiker spielten ihre Kammermusik, wie Elsa Maasik, Georg Ots, Margarita Voites, Peep Lassmann und ihre Kinder Mait und Peter Paemurru. Ihre Chorwerke wurden und werden vor allem von estnischen Chören aufgeführt, ihre Orchestermusik vom ERSO. Es dirigierten Paul Karp, Roman Matsov, Neeme Järvi, Peeter Lilje, Jüri Alperten und Olev Oja (* 1935). Sie schrieb eine Solfeggioschule in 2 Bänden (1960; 1962), die in der Sowjetunion verbreitet war. In der Zeitung Sirp ja Vasar („Sichel und Hammer“) schrieb sie Musikkritiken, machte Radiosendungen über estnische Interpreten und Komponisten, fotografierte und drehte Kurzfilme. Der Kurzfilm Azalea wurde bei einem Wettbewerb für Amateurfilme ausgezeichnet sowie einige ihrer Fotografien bei Fotowettbewerben.

## Werke (Auswahl)
Quelle: Eesti Entsüklopeedia

### Orchesterwerke
- Klavierkonzert op. 5; 1945
- Malle sõbrad [Malles Freunde], Sinfonische Suite in sieben Teilen op. 31, 1951
- Concertino für Horn und Orchester d-moll op. 33; 1958
- Sinfonie Nr. 1 op. 38; 1961
- Sinfonie Nr. 2 op. 48; 1966 ; I.Andante tranquillo, II. Andante; III. Allegro risoluto
- Kontrabasskonzert op. 52; 1968[7]
- Ballade für Klavier und Orchester op. 25, 1955
- Ballade für Klavier und Orchester op. 54; 1969
- Ouvertüre D-Dur op. 55; 1969
- Cellokonzert Nr. 1 op. 59; 1974
- Cellokonzert Nr. 2 op. 67; 1980
- Cellokonzert Nr. 3 op. 80; 1987
- Vier Variationen über das Wiegenlied Ei taha veel magada für Klavier und Orchester
- Walzer

### Chorwerke
- Söerikastajad, Kantate für Männerchor op. 41
- Sibirische Ballade für gemischten Chor op. 76
- An die Heimat, Kantate 1939
- Rodina, Kantate für Chor und Orchester, Text: E. Tarun, 1939
- Laul mesilastest [„Lied der Bienen“] für Männerchor a cappella; Text: Kaarel Kosen; 1948
- Freie Menschen singen, Kantate, Text: D. Varaandii, 1949
- Das Lied unserer Tage, Kantate, 1965
- Igatsus [Der Kater], Text: Ellen Niit,  für gemischten Chor, 1966
- und mehr als 20  weitere Chorstücke

### Kammermusik
- Poem für Violoncello und Klavier, 1940[2]
- Klaviertrio op. 6; 1946; I. Allegro moderato a-moll II. Andante C-Dur III. Allegro vivace E-Dur[8]
- Drei Stücke für Violine und Klavier op. 17, 1952 I Märchen[2] II Improvisation für Violine und Klavie[2] III Walzer für Violine und Klavier, 1952[2]
- Zwei estnische Tänze für Violine und Klavier (auch als Klavierfassung), 1954[2]
- Fünf lleichte Stücke für Cello und Klavier op. 36, 1960[9] I Musing II Kleiner Marsch III Canon IV Lyrischer Moment V Humoresque
- Avalugu [Eröffnungsstück] für neun Hörner, 1963
- Meditation für Horn und Orchester op. 42 Nr. 2 Pflichtstück beim Staatlichen Interpretationswettbewerb 1970
- Märchen für Kontrabass und Klavier op. 43, 1963
- Bläserquintett op. 50; 1965
- Runo für Violoncello und Klavier, 1969[2]
- Nocturne für Violoncello und Klavier, 1970[2]
- Rundtanz aus Mjustala für Violoncello und Klavier, 1972
- Dialoog für Horn und Klavier op. 42 Nr. 3, 1972
- Kleines Präludieum und Fuge für Violoncello und Klavier, 1974
- Orgelsonate op. 61; 1976
- „Estland“; Suite für zwei Klaviere op. 62; 1976
- Kontrabasssonate op. 63, 1976 OCLC 11286836
- Ballade für Violine und Cello op. 65, 1977
- Capriccio für Violoncello solo, 1977 OCLC 28343841
- Trio für Cello, Tuba und Klavier op. 68; 1976
- Cellosonate Nr. 1; op. 69; 1979
- Cellosonate Nr. 2; op. 77; 1985

### Werke für Gesang
Sie schrieb ungefähr 10 Liederzyklen auf Texte estnischer Dichter
- Killukesi matkateedelt op. 37; Liederzyklus für Gesang und Klavier; Tallinn; 1963[10]
- Vikerkaar op. 45; Liederzyklus für Sopran oder Tenor und Klavier; Tallinn; Eesti Raamat, 1967[11]
- Kassikangas, sechs Lieder für Gesang mit Cellobegleitung

### Klaviermusik
- Zwölf Variationen über ein Thema von Adolf Vedro, 1939
- Pioneeride matkapäev [Ausflug der Pioniere], Klavierzyklus op. 10; Tallinn; 1951[2][12]
- Acht Etüden für Anfänger[2]
- Sonatina, 1961[2]
- Sieben polyphone Skizze, 1961[2]
- Ballade für Klavier zu vier Händen, 1962[2]
- Vier Kontraste, 1966[2]
- Improvisata, 1967[2]
- Vier Kontraste op. 39; Tallinn; 1970[13]
- Estnische Suite für Klavier zu vier Händen, op. 62, 1976

### Orgelmusik
- Orgelsonate op. 61, 1976

### Werke für Blasorchester
- Adagio für Blasorchester, 1955[2]
- Baltiskoya mora, mora mira, 1958
- Kaotus op. 26 Nr. 1
- Ballade für Klavier und Blasorchester op. 54; 1969
- Rahumeri, symphonische Dichtung op. 32; 1958[14]
- Ouvertüre op. 26; 1959
- Sõpruse nimel [„Freundschaft“] für gemischten Chor und Orchester op. 40 Nr. 1; 1962
- Monumendi ees für Blasorchester op. 40 Nr. 2, Musikalisches Bild, 1963
- Melodie, 1959
- Ouvertüre, 1969
- Kodumaa teedel

## Einspielungen (Auswahl)
- Concertino für Horn und Orchester d-moll op. 33; Kalle Kauksi, Horn; ERSO; Ltg. Peeter Lilje; 1990; Melodia С10 30035 009.
- Klavierkonzert Nr. 1 op. 5; Els Aarne, Klavier; ERSO; Ltg. Neeme Järvi.
- Sinfonie Nr. 2; ERSO; Ltg. Neeme Järvi.
- Ballade für Klavier und Orchester; op. 54; Tekla Koha, Klavier; ERSO; Ltg. Jaan Kääramees.